# میگل ایندوراین
میگل ایندوراین (اسپانیایی: Miguel Indurain‎؛ زادهٔ ۱۶ ژوئیهٔ ۱۹۶۴) یک دوچرخه‌سوار جادهٔ بازنشستهٔ اهل اسپانیا است.
ایندوراین در پنج دورهٔ متوالی تور دو فرانس از ۱۹۹۱ تا ۱۹۹۵ قهرمان شد و چهارمین نفری بود که به پنج قهرمانی دست یافته‌است. هم‌چنین او دو بار در جیرو دیتالیا قهرمان شد. شصت روز پیراهن طلایی تور دو فرانس را به تن داشت. پس از پس گرفته شدن عنوان‌های لانس آرمسترانگ، اکنون ایندوراین دارای رکورد بیشترین قهرمانی متوالی در تور دو فرانس است.
وی همچنین برنده جوایزی همچون لژیون دونور (شوالیه) شده‌است.

## آغاز زندگی و ورزش آماتور
میگل ایندوراین در روستای ویاوا در حومهٔ پامپلونا به دنیا آمد. او سه خواهر و یک برادر دارد. نخستین دوچرخهٔ او یک دوچرخهٔ دست دوم بود که در تولد ده‌سالگی‌اش به میگل داده شد و یک سال بعد، دزدیده شد. پس از آن، میگل با پدرش کار می‌کرد تا بتواند یک دوچرخهٔ نو بخرد.
ایندوراین از ۹ تا ۱۴ سالگی در رشته‌های فوتبال، دو و میدانی و بسکتبال فعالیت می‌کرد. سپس به باشگاه محلی دوچرخه‌سواری ویاوا پیوست و در ژوئیهٔ ۱۹۷۸ در نخستین مسابقه‌اش شرکت کرد و دوم شد. در مسابقهٔ بعد، اول شد و پس از آن، هر هفته در مسابقه شرکت می‌کرد. قهرمان او در دوچرخه‌سواری برنار اینو بود. در ۱۸ سالگی جوان‌ترین قهرمان مسابقات جادهٔ ملی آماتور شد.

## دوران ورزش حرفه‌ای
ایندوراین در المپیک ۱۹۸۴ لس آنجلس شرکت کرد و پس از آن در ۴ سپتامبر به عنوان دوچرخه‌سواری حرفه‌ای به عضویت تیم رینولدز درآمد. یک هفتهٔ بعد، نخستین پیروزی‌اش را در تایم تریل تور آونیر به دست آورد. در ۱۹۸۵ برای نخستین بار در ووئلتای اسپانیا شرکت کرد و در پرولوگ دوم شد. در مرحلهٔ بعدی نیز رهبر تور شد و عنوان جوان‌ترین رهبر تور را کسب کرد. ایندوراین در همان سال در تور دو فرانس نیز شرکت کرد، ولی در مرحلهٔ چهارم انصراف داد. ایندوراین در تور دو فرانس ۱۹۸۶ در مرحلهٔ ۱۲ انصراف داد. ووئلتای ۱۹۸۷ را با برونشیت ناشی از تور بلژیک آغاز کرد. در تور دو فرانس ۱۹۸۹ در مرحلهٔ نهم حمله کرد و برندهٔ مرحله شد. هم‌چنین پیراهن کوهستان را برای یک مرحله به دست آورد. در تور دو فرانس ۱۹۹۰ دهم شد و زمان زیادی را برای پدرو دلگادو که عضو اصلی تیم بود، از دست داد.
ایندوراین یک تایم تریل‌باز قدرتمند بود و فاصلهٔ خوبی را با رقیبان ایجاد می‌کرد و در مراحل کوهستانی به صورت دفاعی رکاب می‌زد. ایندوراین تنها در دو مرحلهٔ غیر تایم تریل تور دو فرانس (در ۱۹۸۹ و ۱۹۹۰) پیروز شد. در پنج دوره‌ای که قهرمان تور دو فرانس شد، در هیچ مرحلهٔ غیر تایم تریلی برنده نشد.
در تور دو فرانس ۱۹۹۱ گرگ لوموند بخت نخست قهرمانی بود و به دلیل جثهٔ بزرگ ایندوراین، کسی روی او حساب باز نمی‌کرد. لوموند تا پایان مرحلهٔ ۱۲ رهبر تور بود. ولی در مرحلهٔ ۱۳ دوچرخه‌اش شکست و بیش از هفت دقیقه از ایندوراین عقب افتاد. ایندوراین رهبر تور شد و پیراهن طلایی را تا پایان تور حفظ کرد.
در تور دو فرانس ۱۹۹۲ ایندوراین در پرولوگ سن سباستین اول شد و پیراهن طلایی را از همان روز نخست، به تن کرد. در تایم تریل مرحلهٔ نهم، ایندوراین به فاصلهٔ سه دقیقه از نفر دوم، اول شد. تاکتیک ایندوراین که تنها در تایم تریل اول می‌شد و فاصله‌ای قابل توجه ایجاد می‌کرد، انتقاد برنار اینو را برانگیخت که اعتقاد داشت ایندوراین هیچ رقیب قدرتمندی ندارد. ایندوراین در همان سال در جیرو دیتالیا نیز قهرمان شد. ایندوراین در هر دو تایم تریل پیروز شد و در نخستین پایان گروهی تور، فاصلهٔ زیادی با کلودیو کاپوچی ایجاد کرد.

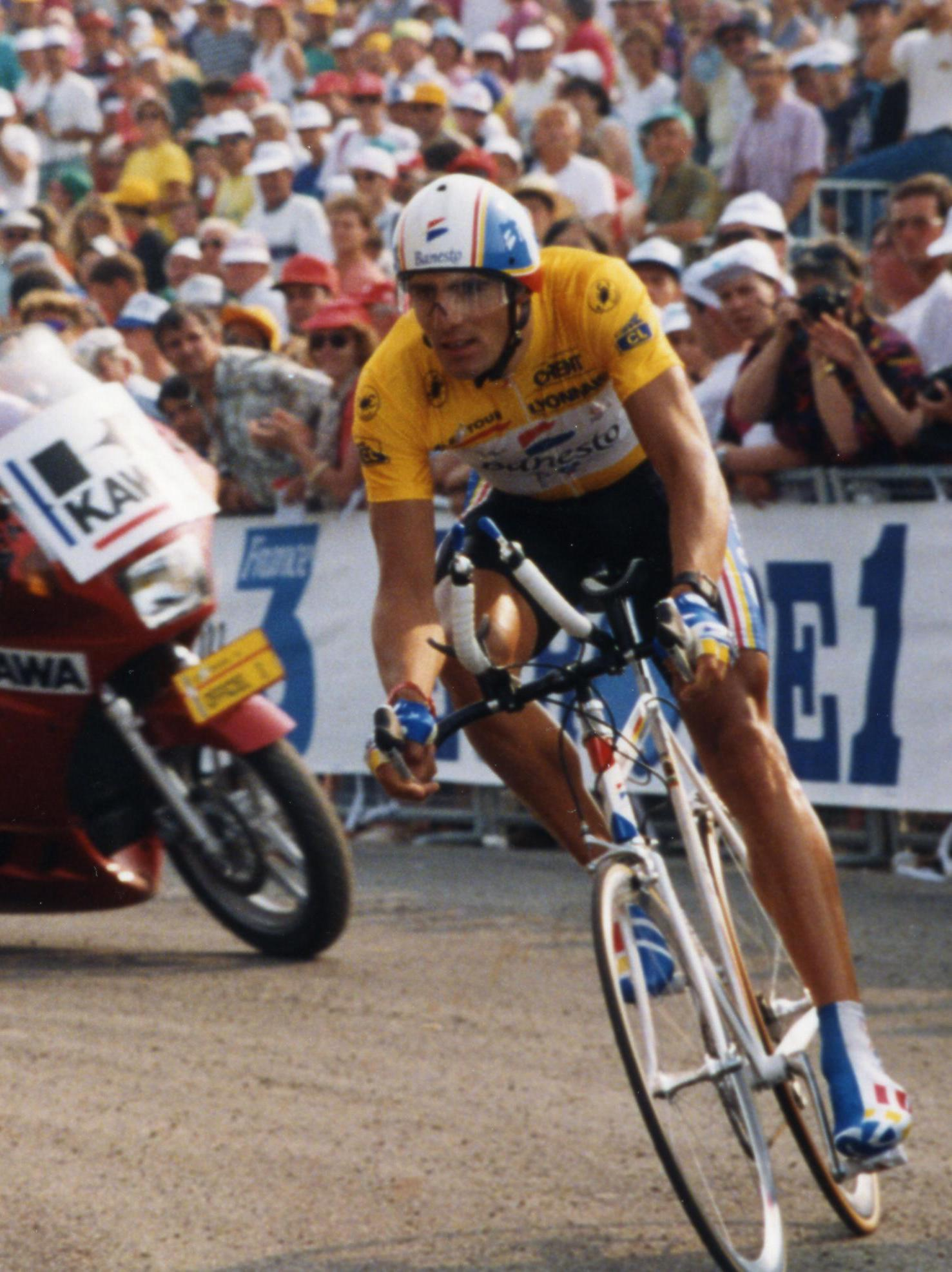
ایندوراین در تور دو فرانس ۱۹۹۳

ایندوراین در پرولوگ تور دو فرانس ۱۹۹۳ پیروز شد. سپس در تایم تریل مرحلهٔ نهم با فاصلهٔ بیش از دو دقیقه اول شد و پس از آن به گفتهٔ ژان پل اولیویه (مورخ فرانسوی) به صورت دفاعی مسابقه داد. او در جیرو دیتالیای ۱۹۹۳ نیز پیروز شد.
ایندوراین در تور دو فرانس ۱۹۹۴ نیز پیروز شد. او برندهٔ پرولوگ و تایم تریل مرحلهٔ نهم شد و در یک مرحلهٔ کوهستانی در پیرنه فاصله‌اش با تونی رومینگر را افزایش داد. در همان سال رکورد جهانی جدیدی را برای یک‌ساعت رکاب‌زنی به میزان ۵۳٫۰۴۰ کیلومتر ثبت کرد و گریم اوبری را شکست داد. او در جیرو نیز شرکت کرد، ولی از اوگنی برزین و مارکو پانتانی شکست خورد.
در مهٔ ۱۹۹۴ پس از تور پیکاردی در فرانسه، آزمایش سالبوتامول ایندوراین مثبت اعلام شد. کمیته بین‌المللی المپیک و اتحادیه جهانی دوچرخه‌سواری استفاده از آن را برای مبتلایان به آسم، مجاز می‌دانستند، ولی در فرانسه کاملاً تحریم شده‌بود. کمیتهٔ بین‌المللی و اتحادیهٔ جهانی اعلام کردند که نیازی به تنبیه ایندوراین نیست.
در ۱۹۹۵، ایندوراین در کریتریوم دوفینه پیروز شد. هم‌چنین پنجمین پیروزی خود در تور دو فرانس را به دست آورد و در تایم تریل مرحلهٔ هشتم در سرن پیروز شد. او در مسابقهٔ جهانی تایم تریل نیز به قهرمانی رسید.
در ۱۹۹۶، ایندوراین دوباره در کریتریوم دوفینه پیروز شد. در تور دو فرانس همان سال، در پرولوگ هفتم شد. سپس بر اثر هوای سرد و مرطوب هفتهٔ اول، دچار برونشیت شد. در مرحلهٔ هفتم از گروه پیشتاز عقب ماند، سه دقیقه زمان از دست داد و یازدهم شد. هم‌چنین به دلیل گرفتن بطری آب در کیلومتر آخر، ۲۰ ثانیه جریمه شد. او در مسابقات تایم تریل المپیک ۱۹۹۶ (که برای نخستین بار رکابزنان حرفه‌ای شرکت می‌کردند) قهرمان شد. ایندوراین در ووئلتا نیز با اصرار تیمش شرکت کرد، ولی در یک مرحله بسیار عقب ماند.

## بازنشستگی
پس از آن که مذاکرات ایندوراین با مانولو سائیز برای پیوستن به تیم اونسه شکست خورد، در ۱ ژانویهٔ ۱۹۹۷ در حضور ۳۰۰ خبرنگار در هتل ال توروی پامپلونا بازنشستگی خود را اعلام کرد. ایندوراین اکنون با همسر و سه فرزندش در نزدیکی پامپلونا زندگی می‌کند و خانه‌ای در بنیدورم در ساحل مدیترانه دارد. او در ۱۹۹۸ بنیاد میگل ایندوراین را برای ارتقای ورزش ناحیهٔ نابارا تأسیس کرد. هم‌چنین برای نامزد کردن سویا برای المپیک ۲۰۰۴ با کمیتهٔ ملی المپیک اسپانیا همکاری کرد.

## دستاوردها

### نتایج در گرند تورها
| گرند تور | ۱۹۸۴   | ۱۹۸۵   | ۱۹۸۶   | ۱۹۸۷   | ۱۹۸۸   | ۱۹۸۹   | ۱۹۹۰ | ۱۹۹۱ | ۱۹۹۲ | ۱۹۹۳ | ۱۹۹۴ | ۱۹۹۵ | ۱۹۹۶   |
| -------- | ------ | ------ | ------ | ------ | ------ | ------ | ---- | ---- | ---- | ---- | ---- | ---- | ------ |
| جیرو     | —      | —      | —      | —      | —      | —      | —    | —    | ۱    | ۱    | ۳    | —    | —      |
| تور      | —      | انصراف | انصراف | ۹۷     | ۴۷     | ۱۷     | ۱۰   | ۱    | ۱    | ۱    | ۱    | ۱    | ۱۱     |
| ووئلتا   | انصراف | ۸۴     | ۹۲     | انصراف | انصراف | انصراف | ۷    | ۲    | —    | —    | —    | —    | انصراف |